# Masdevallia
Genre
Masdevallia est un genre de plantes de la famille des Orchidaceae (orchidées) comprenant environ 500 espèces. Il est nommé en l'honneur de José Masdevall, physicien et botaniste à la cour du roi d'Espagne Charles III. Les genres Luerella et Rodrigoa sont parfois inclus dans le genre Masdevallia.

## Description
Ces orchidées sont connues pour leur taille assez petite, voire carrément naine chez certaines espèces, avec des fleurs de moins d'un centimètre à plus de 6 cm de diamètre. Ces fleurs sont assez simples : les pétales et le labelle sont particulièrement réduits, laissant la place aux sépales, souvent très effilées. Les fleurs sont généralement de couleur vive : rouge, orange, jaune, rose. Les feuilles sont oblongues, coriaces et vert sombre. Elles n'ont pas de pseudobulbes.

## Habitat et répartition
Distribuées du Mexique au sud du Brésil, ces plantes sont surtout présentes dans les Andes, entre la Colombie et la Bolivie. Elles sont typiques des forêts de brouillards entre 2 500 et 4 000 m d'altitude, avec une forte humidité et des températures fraîches, voire froides.

## Culture
Ce sont des plantes assez délicates car elles ne supportent pas les températures estivales trop élevées en Europe ou en Amérique du Nord. Il leur faut une température assez fraiche, d'environ 18 °C la journée à 10-13 °C la nuit, d'où la difficulté de culture (à partir de 26 °C cela devient critique). Elles ont besoin d'une lumière bien tamisée et d'une forte humidité atmosphérique. Le substrat se composera de 1/4 de terreau peu décomposé, 1/4 d'écorce de pin concassée et de 1/2 de tourbe blonde concassée.

## Liste d'espèces
Selon BioLib (11 octobre 2021) :
- Masdevallia abbreviata Rchb.f.
- Masdevallia acaroi Luer & Hirtz
- Masdevallia acrochordonia Rchb.f.
- Masdevallia adamsii Luer
- Masdevallia adrianae Luer
- Masdevallia aenigma Luer & R.Escobar
- Masdevallia agaster Luer
- Masdevallia aguirrei Luer & R.Escobar
- Masdevallia akemiana Königer & Sijm
- Masdevallia albella Luer & Teague
- Masdevallia alexandri Luer
- Masdevallia alismifolia Kraenzl.
- Masdevallia alvaroi Luer & R. Escobar
- Masdevallia amabilis Rchb.f. & Warsz.
- Masdevallia amaluzae Luer & Malo
- Masdevallia amanda Rchb.f. & Warsz.
- Masdevallia ametroglossa Luer & Hirtz
- Masdevallia amoena Luer
- Masdevallia amplexa Luer
- Masdevallia ampullacea Luer & Andreetta
- Masdevallia anceps Luer & Hirtz
- Masdevallia andreae P.Ortiz
- Masdevallia andreettana Luer
- Masdevallia andresiana Luer & Maduro
- Masdevallia anemone Luer
- Masdevallia anfracta Königer & J.Portilla
- Masdevallia angulata Rchb.f.
- Masdevallia angulifera Rchb.f. ex Kraenzl.
- Masdevallia anisomorpha Garay
- Masdevallia anomala Luer & Sijm
- Masdevallia antonii Königer
- Masdevallia aphanes Königer
- Masdevallia apparitio Luer & R.Escobar
- Masdevallia aptera Luer & L.O'Shaughn.
- Masdevallia arangoi Luer & R.Escobar
- Masdevallia ariasii Luer
- Masdevallia arminii Linden & Rchb.f.
- Masdevallia assurgens Luer & R.Escobar
- Masdevallia asterotricha Königer
- Masdevallia atahualpa Luer
- Masdevallia attenuata Rchb.f.
- Masdevallia audax Königer
- Masdevallia aurea Luer
- Masdevallia aurorae Luer & M.W.Chase
- Masdevallia ayabacana Luer
- Masdevallia bangii Schltr.
- Masdevallia barlaeana Rchb.f.
- Masdevallia barrowii Luer
- Masdevallia belua Königer & D'Aless.
- Masdevallia bennettii Luer
- Masdevallia berthae Luer & Andreetta
- Masdevallia bicolor Poepp. & Endl.
- Masdevallia bicornis Luer
- Masdevallia biflora Regel
- Masdevallia boliviensis Schltr.
- Masdevallia bonplandii Rchb.f.
- Masdevallia bottae Luer & Andreetta
- Masdevallia bourdetteana Luer
- Masdevallia brachyantha Schltr.
- Masdevallia brachyura F.Lehm. & Kraenzl.
- Masdevallia brenneri Luer
- Masdevallia brockmuelleri Luer
- Masdevallia bryophila Luer
- Masdevallia buccinator Rchb.f. & Warsz.
- Masdevallia bucculenta Luer
- Masdevallia bulbophyllopsis Kraenzl.
- Masdevallia burianii Luer & Dalström
- Masdevallia burzlaffiana Königer
- Masdevallia cacodes Luer & R.Escobar
- Masdevallia caesia Roezl
- Masdevallia calagrasalis Luer
- Masdevallia calcarata Luer & V.N.M.Rao
- Masdevallia calocalix Luer
- Masdevallia caloptera Rchb.f.
- Masdevallia calosiphon Luer
- Masdevallia calura Rchb.f.
- Masdevallia campyloglossa Rchb.f.
- Masdevallia cardiantha Königer
- Masdevallia carmenensis Luer & Malo
- Masdevallia carnosa Königer
- Masdevallia carpishica Luer & Cloes
- Masdevallia carrilloana P.Ortiz
- Masdevallia carruthersiana F.Lehm. ex Kraenzl.
- Masdevallia castor Luer & Cloes
- Masdevallia catapheres Königer
- Masdevallia caudata Lindl.
- Masdevallia caudivolvula Kraenzl.
- Masdevallia cerastes Luer & R.Escobar
- Masdevallia chaetostoma Luer
- Masdevallia chaparensis T.Hashim.
- Masdevallia chasei Luer
- Masdevallia chaucana Luer & Hirtz
- Masdevallia cheloglossa Luer & Dalström
- Masdevallia chimboensis Kraenzl.
- Masdevallia chontalensis Rchb.f.
- Masdevallia chuspipatae Luer & Teague
- Masdevallia cinnamomea Rchb.f.
- Masdevallia citrinella Luer & Malo
- Masdevallia civilis Rchb.f. & Warsz.
- Masdevallia clandestina Luer & R.Escobar
- Masdevallia cleistogama Luer
- Masdevallia cloesii Luer
- Masdevallia cocapatae Luer, Teague & R.Vásquez
- Masdevallia coccinea Linden ex Lindl.
- Masdevallia collantesii D.E.Benn. & Christenson
- Masdevallia collina L.O.Williams
- Masdevallia colossus Luer
- Masdevallia concinna Königer
- Masdevallia condorensis Luer & Hirtz
- Masdevallia constricta Poepp. & Endl.
- Masdevallia copiosa Kraenzl.
- Masdevallia corazonica Schltr.
- Masdevallia cordeliana Luer
- Masdevallia corderoana F.Lehm. & Kraenzl.
- Masdevallia coriacea Lindl.
- Masdevallia corniculata Rchb. f.
- Masdevallia cosmia Königer
- Masdevallia cranion Luer
- Masdevallia crassicaudis Luer & J.Portilla
- Masdevallia crescenticola F.Lehm. & Kraenzl.
- Masdevallia cretata Luer
- Masdevallia cucullata Rchb.f.
- Masdevallia cuprea Lindl.
- Masdevallia cupularis Rchb.f.
- Masdevallia curtipes Barb.Rodr.
- Masdevallia cyclotega Königer
- Masdevallia cylix Luer & Malo
- Masdevallia dalessandroi Luer
- Masdevallia dalstroemii Luer
- Masdevallia datura Luer & R.Vásquez
- Masdevallia davisii Rchb.f.
- Masdevallia deceptrix Luer & Würstle
- Masdevallia decumana Königer
- Masdevallia deformis Kraenzl.
- Masdevallia delhierroi Luer & Hirtz
- Masdevallia delphina Luer
- Masdevallia demissa Rchb.f.
- Masdevallia deniseana Luer & J.Portilla
- Masdevallia descendens Luer & Andreetta
- Masdevallia dimorphotricha Luer & Hirtz
- Masdevallia discoidea Luer & Würstle
- Masdevallia discolor Luer & R.Escobar
- Masdevallia don-quijote Luer & Andreetta
- Masdevallia dorisiae Luer
- Masdevallia draconis Luer & Andreetta
- Masdevallia dreisei Luer
- Masdevallia dryada Luer & R.Escobar
- Masdevallia dubbeldamii Luer & Sijm
- Masdevallia dudleyi Luer
- Masdevallia dunstervillei Luer
- Masdevallia dura Luer
- Masdevallia dynastes Luer
- Masdevallia eburnea Luer & Maduro
- Masdevallia echo Luer
- Masdevallia ejiriana Luer & J.Portilla
- Masdevallia elachys Luer
- Masdevallia elegans Luer & R.Escobar
- Masdevallia elephanticeps Rchb.f. & Warsz.
- Masdevallia empusa Luer
- Masdevallia encephala Luer & R.Escobar
- Masdevallia ensata Rchb.f.
- Masdevallia epallax Königer
- Masdevallia ephelota Luer & Cloes
- Masdevallia estradae Rchb.f.
- Masdevallia eucharis Luer
- Masdevallia eumeces Luer
- Masdevallia eumeliae Luer
- Masdevallia eurynogaster Luer & Andreetta
- Masdevallia excelsior Luer & Andreetta
- Masdevallia exilipes Schltr.
- Masdevallia expers Luer & Andreetta
- Masdevallia exquisita Luer & Hirtz
- Masdevallia falcago Rchb.f.
- Masdevallia fasciata Rchb.f.
- Masdevallia figueroae Luer
- Masdevallia filaria Luer & R.Escobar
- Masdevallia flaveola Rchb.f.
- Masdevallia floribunda Lindl.
- Masdevallia foetens Luer & R.Escobar
- Masdevallia fonsecae Königer
- Masdevallia formosa Luer & Cloes
- Masdevallia fosterae Luer
- Masdevallia fractiflexa F.Lehm. & Kraenzl.
- Masdevallia frilehmannii Luer & R.Vásquez
- Masdevallia fuchsii Luer
- Masdevallia fulvescens Rolfe
- Masdevallia garciae Luer
- Masdevallia gargantua Rchb.f.
- Masdevallia gastrodes Luer & Sijm
- Masdevallia geminiflora P.Ortiz
- Masdevallia gentianoides Luer & J.Leathers
- Masdevallia gerhardii Luer & Sijm
- Masdevallia gilbertoi Luer & R.Escobar
- Masdevallia glandulosa Königer
- Masdevallia glomerosa Luer & Andreetta
- Masdevallia gloriae Luer & Maduro
- Masdevallia gnoma H.R.Sweet
- Masdevallia goliath Luer & Andreetta
- Masdevallia graminea Luer
- Masdevallia guayanensis Lindl. ex Benth.
- Masdevallia guerrieroi Luer & Andreetta
- Masdevallia gutierrezii Luer
- Masdevallia guttulata Rchb.f.
- Masdevallia harlequina Luer
- Masdevallia hartman-filii Luer, Hirtz & V.N.M.Rao
- Masdevallia hartmanii Luer
- Masdevallia heideri Königer
- Masdevallia helenae Luer
- Masdevallia helgae Königer & J.Portilla
- Masdevallia henniae Luer & Dalström
- Masdevallia hercules Luer & Andreetta
- Masdevallia herradurae F.Lehm. & Kraenzl.
- Masdevallia heteroptera Rchb.f.
- Masdevallia hians Linden & Rchb.f.
- Masdevallia hieroglyphica Rchb.f.
- Masdevallia hirtzii Luer & Andreetta
- Masdevallia hortensis Luer & R.Escobar
- Masdevallia hubeinii Luer & Würstle
- Masdevallia hydrae Luer
- Masdevallia hylodes Luer & R.Escobar
- Masdevallia hymenantha Rchb.f.
- Masdevallia hystrix Luer & Hirtz
- Masdevallia icterina Königer
- Masdevallia idae Luer & M.Arias
- Masdevallia ignea Rchb.f.
- Masdevallia immensa Luer
- Masdevallia impostor Luer & R.Escobar
- Masdevallia indecora Luer & R.Escobar
- Masdevallia infracta Lindl.
- Masdevallia ingridiana Luer & J.Portilla
- Masdevallia instar Luer & Andreetta
- Masdevallia ionocharis Rchb.f.
- Masdevallia irapana H.R.Sweet
- Masdevallia iris Luer & R.Escobar
- Masdevallia ishikoi Luer
- Masdevallia isos Luer
- Masdevallia ivanii Luer & V.N.M.Rao
- Masdevallia jarae Luer
- Masdevallia josei Luer
- Masdevallia juan-albertoi Luer & M.Arias
- Masdevallia karineae Nauray ex Luer
- Masdevallia klabochorum Rchb.f.
- Masdevallia kuhniorum Luer
- Masdevallia kyphonantha H.R.Sweet
- Masdevallia laevis Lindl.
- Masdevallia lamia Luer & Hirtz
- Masdevallia lamprotyria Königer
- Masdevallia lankesteriana Luer
- Masdevallia lansbergii Rchb.f.
- Masdevallia lappifera Luer & Hirtz
- Masdevallia lata Rchb.f.
- Masdevallia laucheana J.Fraser
- Masdevallia leathersii Luer
- Masdevallia lehmannii Rchb.f.
- Masdevallia lenae Luer & Hirtz
- Masdevallia leonardoi Luer
- Masdevallia leonii D.E.Benn. & Christenson
- Masdevallia leontoglossa Rchb.f.
- Masdevallia leptoura Luer
- Masdevallia leucantha F.Lehm. & Kraenzl.
- Masdevallia lewisii Luer & R.Vásquez
- Masdevallia lilacina Königer
- Masdevallia lilianae Luer
- Masdevallia limax Luer
- Masdevallia lineolata Königer
- Masdevallia lintricula Königer
- Masdevallia listroglossa Luer & Dalström
- Masdevallia livingstoneana Roezl ex Rchb.f.
- Masdevallia lophina Luer & Sijm
- Masdevallia loui Luer & Dalström
- Masdevallia lucernula Königer
- Masdevallia ludibunda Rchb.f.
- Masdevallia ludibundella Luer & R.Escobar
- Masdevallia luziaemariae Luer & R.Vásquez
- Masdevallia lychniphora Königer
- Masdevallia lynniana Luer
- Masdevallia macrogenia (Arango) Luer & R.Escobar
- Masdevallia macroglossa Rchb.f.
- Masdevallia macropus F.Lehm. & Kraenzl.
- Masdevallia macrura Rchb.f.
- Masdevallia maculata Klotzsch & H.Karst.
- Masdevallia maduroi Luer
- Masdevallia magaliana Luer & V.N.M.Rao
- Masdevallia mallii Luer
- Masdevallia manarana Carnevali & I.Ramírez
- Masdevallia manchinazae Luer & Andreetta
- Masdevallia mandarina (Luer & R.Escobar) Luer
- Masdevallia manningii Königer
- Masdevallia manoloi Luer & M.Arias
- Masdevallia manta Königer & Sijm
- Masdevallia marginella Rchb.f.
- Masdevallia marizae Luer & Rolando
- Masdevallia marthae Luer & R.Escobar
- Masdevallia martineae Luer
- Masdevallia martiniana Luer
- Masdevallia mascarata Luer & R.Vásquez
- Masdevallia mastodon Rchb.f.
- Masdevallia mataxa Königer & H.Mend.
- Masdevallia maxilimax (Luer) Luer
- Masdevallia mayaycu Luer & Andreetta
- Masdevallia medinae Luer & J.Portilla
- Masdevallia medusa Luer & R.Escobar
- Masdevallia mejiana Garay
- Masdevallia melanoglossa Luer
- Masdevallia melanopus Rchb.f.
- Masdevallia melanoxantha Linden & Rchb.f.
- Masdevallia meleagris Lindl.
- Masdevallia melina Königer & J.Meza
- Masdevallia menatoi Luer & R.Vásquez
- Masdevallia mendozae Luer
- Masdevallia mentosa Luer
- Masdevallia merinoi Luer & J.Portilla
- Masdevallia mezae Luer
- Masdevallia microptera Luer & Würstle
- Masdevallia microsiphon Luer
- Masdevallia midas Luer
- Masdevallia milagroi Luer & Hirtz
- Masdevallia minuta Lindl.
- Masdevallia misasii Braas
- Masdevallia molossoides Kraenzl.
- Masdevallia molossus Rchb.f.
- Masdevallia monicana Luer
- Masdevallia monogona Königer
- Masdevallia mooreana Rchb.f.
- Masdevallia morochoi Luer & Andreetta
- Masdevallia munae Luer & R.Barrow
- Masdevallia murex Luer
- Masdevallia mutica Luer & R.Escobar
- Masdevallia naevia Luer & V.N.M.Rao
- Masdevallia naranjapatae Luer
- Masdevallia navicularis Garay & Dunst.
- Masdevallia nebulina Luer
- Masdevallia newmaniana Luer & Teague
- Masdevallia nicaraguae Luer
- Masdevallia nidifica Rchb.f.
- Masdevallia niesseniae Luer
- Masdevallia nigricans Königer & Sijm
- Masdevallia nijhuisiae Luer & Sijm
- Masdevallia nikoleana Luer & J.Portilla
- Masdevallia nitens Luer
- Masdevallia nivea (Luer & R.Escobar) Luer & R.Escobar
- Masdevallia norae Luer
- Masdevallia norops Luer & Andreetta
- Masdevallia norrisiorum Luer & Dalström
- Masdevallia notosibirica Maek. & T.Hashim.
- Masdevallia nunezii Luer & Dalström
- Masdevallia obscurans (Luer) Luer
- Masdevallia odontocera Luer & R.Escobar
- Masdevallia odontopetala Luer
- Masdevallia olmosii Königer & Sijm
- Masdevallia omorenoi Luer & R.Vásquez
- Masdevallia ophioglossa Rchb.f.
- Masdevallia oreas Luer & R.Vásquez
- Masdevallia ortalis Luer
- Masdevallia os-draconis Luer & R.Escobar
- Masdevallia os-viperae Luer & Andreetta
- Masdevallia oscarii Luer & R.Escobar
- Masdevallia oscitans (Luer) Luer
- Masdevallia ostaurina Luer
- Masdevallia ova-avis Luer
- Masdevallia oversteegeniana Luer & Sijm
- Masdevallia oxapampaensis D.E.Benn. & Christenson
- Masdevallia pachyantha Rchb.f.
- Masdevallia pachygyne Kraenzl.
- Masdevallia pachysepala (Rchb.f.) Luer
- Masdevallia pachyura Rchb.f.
- Masdevallia paivaeana Rchb.f.
- Masdevallia pandurilabia C.Schweinf.
- Masdevallia panguiensis Luer & Andreetta
- Masdevallia pantomima Luer & Hirtz
- Masdevallia papillosa Luer
- Masdevallia paquishae Luer & Hirtz
- Masdevallia pardina Rchb.f.
- Masdevallia parsonsii Luer
- Masdevallia parvula Schltr.
- Masdevallia pastinata Luer
- Masdevallia patchicutzae Luer & Hirtz
- Masdevallia patriciana Luer
- Masdevallia patula Luer & Malo
- Masdevallia peristeria Rchb.f.
- Masdevallia pernix Königer
- Masdevallia persicina Luer
- Masdevallia pescadoensis Luer & R.Escobar
- Masdevallia phacopsis Luer & Dalström
- Masdevallia phasmatodes Königer
- Masdevallia phlogina Luer
- Masdevallia phoebe Luer & Hirtz
- Masdevallia phoenix Luer
- Masdevallia picea Luer
- Masdevallia picta Luer
- Masdevallia picturata Rchb.f.
- Masdevallia pileata Luer & Würstle
- Masdevallia pinocchio Luer & Andreetta
- Masdevallia planadensis Luer & R.Escobar
- Masdevallia plantaginea (Poepp. & Endl.) Cogn.
- Masdevallia platyglossa Rchb.f.
- Masdevallia pleurothalloides Luer
- Masdevallia plynophora Luer
- Masdevallia pollux Luer & Cloes
- Masdevallia polychroma Luer
- Masdevallia polysticta Rchb.f.
- Masdevallia popowiana Königer & J.G.Weinm.bis
- Masdevallia porphyrea Luer
- Masdevallia portillae Luer & Andreetta
- Masdevallia posadae Luer & R.Escobar
- Masdevallia pozoi Königer
- Masdevallia princeps Luer
- Masdevallia priscillana Luer & V.N.M.Rao
- Masdevallia proboscoidea Luer & V.N.M.Rao
- Masdevallia prodigiosa Königer
- Masdevallia prolixa Luer
- Masdevallia prosartema Königer
- Masdevallia pteroglossa Schltr.
- Masdevallia pulcherrima Luer & Andreetta
- Masdevallia pumila Poepp. & Endl.
- Masdevallia purpurella Luer & R.Escobar
- Masdevallia purpurina Schltr.
- Masdevallia pyknosepala Luer & Cloes
- Masdevallia pyxis Luer
- Masdevallia quasimodo Luer
- Masdevallia racemosa Lindl.
- Masdevallia rafaeliana Luer
- Masdevallia rana-aurea Luer
- Masdevallia receptrix Luer & R.Vásquez
- Masdevallia recurvata Luer & Dalström
- Masdevallia regina Luer
- Masdevallia reichenbachiana Endrés ex Rchb.f.
- Masdevallia renzii Luer
- Masdevallia repanda Luer & Hirtz
- Masdevallia replicata Königer
- Masdevallia revoluta Königer & J.Portilla
- Masdevallia rex Luer & Hirtz
- Masdevallia rhinophora Luer & R.Escobar
- Masdevallia rhodehameliana Luer
- Masdevallia richardsoniana Luer
- Masdevallia ricii Luer & R.Vásquez
- Masdevallia rigens Luer
- Masdevallia rimarima-alba Luer
- Masdevallia robusta Luer
- Masdevallia rodolfoi (Braas) Luer
- Masdevallia rolandorum Luer & Sijm
- Masdevallia rolfeana Kraenzl.
- Masdevallia rosea Lindl.
- Masdevallia roseola Luer
- Masdevallia rubeola Luer & R.Vásquez
- Masdevallia rubiginosa Königer
- Masdevallia rufescens Königer
- Masdevallia rugulosa Königer
- Masdevallia ruizii Luer & Dalström
- Masdevallia saltatrix Rchb.f.
- Masdevallia sanchezii Luer & Andreetta
- Masdevallia sanctae-fidei Kraenzl.
- Masdevallia sanctae-inesae Luer & Malo
- Masdevallia sanctae-rosae Kraenzl.
- Masdevallia sanguinea Luer & Andreetta
- Masdevallia scalpellifera Luer
- Masdevallia scandens Rolfe
- Masdevallia scapha Braas
- Masdevallia sceptrum Rchb.f.
- Masdevallia schildhaueri Königer
- Masdevallia schizantha Kraenzl.
- Masdevallia schizopetala Kraenzl.
- Masdevallia schizostigma Luer
- Masdevallia schlimii Linden ex Lindl.
- Masdevallia schmidt-mummii Luer & R.Escobar
- Masdevallia schoonenii Luer
- Masdevallia schroederae Boos
- Masdevallia schroederiana H.J.Veitch
- Masdevallia schudelii Luer
- Masdevallia scitula Königer
- Masdevallia scobina Luer & R.Escobar
- Masdevallia scopaea Luer & R.Vásquez
- Masdevallia segrex Luer & Hirtz
- Masdevallia segurae Luer & R.Escobar
- Masdevallia selenites Königer
- Masdevallia semiteres Luer & R.Escobar
- Masdevallia serendipita Luer & Teague
- Masdevallia sernae Luer & R.Escobar
- Masdevallia sertula Luer & Andreetta
- Masdevallia setacea Luer & Malo
- Masdevallia setipes Schltr.
- Masdevallia shiraishii Königer & M.Arias
- Masdevallia sijmiana Königer
- Masdevallia silvanoi Luer & Dalström
- Masdevallia singeri Luer & Sijm
- Masdevallia siphonantha Luer
- Masdevallia smallmaniana Luer
- Masdevallia soennemarkii Luer & Dalström
- Masdevallia solomonii Luer & R.Vásquez
- Masdevallia sotoana H.Medina & Pupulin
- Masdevallia speciosa Luer
- Masdevallia spilantha Königer
- Masdevallia sprucei Rchb.f.
- Masdevallia staaliana Luer & Hirtz
- Masdevallia stenorhynchos Kraenzl.
- Masdevallia stigii Luer & L.Jost
- Masdevallia stirpis Luer
- Masdevallia strattoniana Luer & Hirtz
- Masdevallia striatella Rchb.f.
- Masdevallia strigosa Königer
- Masdevallia strobelii H.R.Sweet & Garay
- Masdevallia strumifera Rchb.f.
- Masdevallia strumosa P.Ortiz & E.Calderón
- Masdevallia stumpflei Braas
- Masdevallia suinii Luer & Hirtz
- Masdevallia sulphurella Königer
- Masdevallia sumapazensis P.Ortiz
- Masdevallia superbiens Luer & Hirtz
- Masdevallia sururuana Campacci
- Masdevallia synthesis Luer
- Masdevallia teaguei Luer
- Masdevallia telloi Luer & Hirtz
- Masdevallia tentaculata Luer
- Masdevallia terborchii Luer
- Masdevallia theleura Luer
- Masdevallia thienii Dodson
- Masdevallia tinekeae Luer & R.Vásquez
- Masdevallia titan Luer
- Masdevallia tokachiorum Luer
- Masdevallia tonduzii Woolward
- Masdevallia torta Rchb.f.
- Masdevallia tovarensis Rchb.f.
- Masdevallia trautmanniana Luer & J.Portilla
- Masdevallia trechsliniana Königer & J.Meza
- Masdevallia triangularis Lindl.
- Masdevallia tricallosa Königer
- Masdevallia tricycla Luer
- Masdevallia tridens Rchb.f.
- Masdevallia trifurcata Luer
- Masdevallia trigonopetala Kraenzl.
- Masdevallia trochilus Linden & André
- Masdevallia truncata Luer
- Masdevallia tsubotae Luer
- Masdevallia tubata Schltr.
- Masdevallia tubuliflora Ames
- Masdevallia tubulosa Lindl.
- Masdevallia tuerckheimii Ames
- Masdevallia uncifera Rchb.f.
- Masdevallia unguentum A.Doucette
- Masdevallia uniflora Ruiz & Pav.
- Masdevallia urceolaris Kraenzl.
- Masdevallia ustulata Luer
- Masdevallia utriculata Luer
- Masdevallia valenciae Luer & R.Escobar
- Masdevallia vargasii C.Schweinf.
- Masdevallia vasquezii Luer
- Masdevallia veitchiana Rchb. f.
- Masdevallia velella Luer
- Masdevallia velifera Rchb.f.
- Masdevallia velox Königer
- Masdevallia venatoria Luer & Malo
- Masdevallia venezuelana H.R.Sweet
- Masdevallia ventricosa Schltr.
- Masdevallia ventricularia Rchb.f.
- Masdevallia venus Luer & Hirtz
- Masdevallia venusta Schltr.
- Masdevallia verecunda Luer
- Masdevallia vexillifera Luer
- Masdevallia vidua Luer & Andreetta
- Masdevallia vieirana Luer & R.Escobar
- Masdevallia vierlingii Königer
- Masdevallia vilcabambensis L.Valenz. & E.Suclli
- Masdevallia villegasii Königer
- Masdevallia virens Luer & Andreetta
- Masdevallia virgo-cuencae Luer & Andreetta
- Masdevallia virgo-rosea Buitr.-Delg., N.Peláez & Gary Mey.
- Masdevallia vomeris Luer
- Masdevallia wageneriana Linden ex Lindl.
- Masdevallia walteri Luer
- Masdevallia weberbaueri Schltr.
- Masdevallia welischii Luer
- Masdevallia wendlandiana Rchb.f.
- Masdevallia whiteana Luer
- Masdevallia wuelfinghoffiana Luer & J.Portilla
- Masdevallia wuellneri P.Ortiz
- Masdevallia wuerstlei Luer
- Masdevallia wurdackii C.Schweinf.
- Masdevallia xanthina Rchb.f.
- Masdevallia xanthodactyla Rchb.f.
- Masdevallia ximenae Luer & Hirtz
- Masdevallia xiphium Rchb.f. ex Kraenzl.
- Masdevallia xylina Rchb.f.
- Masdevallia yungasensis T.Hashim.
- Masdevallia zahlbruckneri Kraenzl.
- Masdevallia zamorensis Luer & J.Portilla
- Masdevallia zapatae Luer & R.Escobar
- Masdevallia zebracea Luer
- Masdevallia zongoensis Luer & Hirtz
- Masdevallia zumbae Luer
- Masdevallia zumbuehlerae Luer
- Masdevallia zygia Luer & Malo